# دبی میر
دبی مِیِر (به انگلیسی: Debbie Meyer) شناگر بازنشستهٔ اهل کشور ایالات متحده آمریکا است. وی در بین سال‌های ‎۱۹۶۸ میلادی در مسابقات بازی‌های المپیک تابستانی در مجموع ۳ مدال طلا را کسب کرد.